# Сотино (Тульская область)
Сотино — село в составе муниципального образования город Алексин Тульской области России.

## Название
Этимология названия села происходит от слова Сот (мёд), вероятно, что здесь было развито бортничество (пчеловодство).

## География
Село находится в северо-западной части Тульской области, в пределах северо-восточного склона Среднерусской возвышенности, в подзоне широколиственных лесов, при региональной автодороге 70К-012, примерно в 10 км к северо-востоку от города Алексина и в 50 км к северо-западу от Тулы. Ближайший населённый пункт — деревня Мясоедово находится западнее примерно в 800 метрах по автодороге. На восточной окраине села расположен Сотинский пруд, в который впадает речка Польня.

### Климат
Климат характеризуется как умеренно континентальный, с ярко выраженными сезонами года. Средняя температура воздуха летнего периода — 16 — 20 °C (абсолютный максимум — 38 °С); зимнего периода — −5 — −12 °C (абсолютный минимум — −46 °С). Снежный покров держится в среднем 130—145 дней в году. Среднегодовое количество осадков — 650—730 мм.

## История
До середины XVIII века Сотино относилось к Сотинскому стану Алексинского уезда. После административной реформы село являлось волостным центром Сотинской волости Алексинского уезда Тульской губернии.

### Церковный приход
В селе существовал собственный церковный приход. В состав прихода, кроме села, входили: сельца Лыткино, Хатманово, Сухотино, Соломасово, Айдарово, деревни Шепели, Сухотино и Петрушино. Всего прихожан в 1895 году было 648 человек мужского пола и 765 женского. Штат храма состоял из священника и псаломщика. Имелось церковной земли: усадебной — 4 десятины, полевой — 75 десятин, сенокосной — 10 десятин, леса — 1 десятина.
Храм в память Обновления Храма Воскресения Христова в Иерусалиме построен в 1795 году на средства помещицы А.Ф. Аксаковой (до этого существовал одноимённый храм). В тёплой трапезной части храма был устроен в то же время, придел в честь святого Николая Чудотворца. В холодной части храма придельный алтарь в честь Корсунской Божией Матери, устроен на средства прихожанина штабс-капитана Дмитрия Карасёва. В церкви имелась Местночтимая икона Корсунской Божией Матери. В настоящее время храм разрушен до основания.
С 1885 года при храме была церковно-приходская школа.

## Население
| 1859 | 1915 | 2002 | 2010 |
| ---- | ---- | ---- | ---- |
| 312  | ↗425 | ↘13  | ↗18  |

## Инфраструктура
Личное подсобное хозяйство с зоной сельскохозяйственного использования, индивидуальная застройка усадебного типа.
Основа экономики — сельское хозяйство.

## Транспорт
Село доступно автотранспортом.